# Zio Tom (album)
Zio Tom è il terzo album discografico di Fabio Concato, pubblicato dall'etichetta discografica Philips Records nel 1979.

## L'album
Il passaggio alla più nota Philips Records, che si registra due anni dopo il secondo disco, non porta notorietà al cantante milanese, nonostante un sostanziale cambio di indirizzo sonoro e tematico, qui ancor più proteso verso l'ironia, rinvenibile fin dai titoli ("Porcellone", "Bossa Nova milanese"). La title track (poi reinterpretata da Mina ed inserita nel suo album Ti conosco mascherina), unisce umorismo ed un certo impegno “sociale”, affrontando la difficile condizione di un uomo di colore nell'America razzista. L'ironia è presente anche quando il testo è incomprensibile: "Tutto chiaro" è infatti cantata in un improbabile grammelot dalle connotazioni partenopee e il risultato stupisce e diverte allo stesso tempo. 
Da notare la presenza del famoso armonicista jazz Toots Thielemans.
Il vinile viene ristampato nel 1987 con la copertina e la inner sleeve invertite (ciò vale anche per la prima edizione in cd, che quindi presenta la copertina della ristampa in vinile).

## Tracce
Tutti i brani sono stati scritti e composti da Fabio Concato.
Lato A
1. Clic – 3:33
2. Porcellone – 3:45
3. Bossa Nova milanese – 4:43
4. Tutto chiaro – 3:38
5. Rag. Minghella – 4:50

Durata totale: 20:29
Lato B
1. Zio Tom – 7:45
2. Pappafico – 5:10
3. Celestino – 4:55
4. L'ultimo – 2:07

Durata totale: 19:57

## Formazione
- Fabio Concato - voce, chitarra
- Massimo Luca - chitarra
- Vince Tempera - tastiera, pianoforte
- Maurizio Maruca - chitarra
- Julius Farmer - basso
- Gianni Dall'Aglio - batteria
- Renè Mantegna - percussioni
- Ellade Bandini - batteria (in Zio Tom e Celestino)
- Toots Thielemans - armonica

Note aggiuntive:
- Vince Tempera - produzione
- Registrazioni effettuate al Cap Studio di Milano nell'aprile del 1979
- Gianni Prudente - tecnico del suono
- Mario Convertino - copertina
- Ilvio Gallo - Foto
- Jakula - effetti speciali[2]